# Avangard (kernwapen)

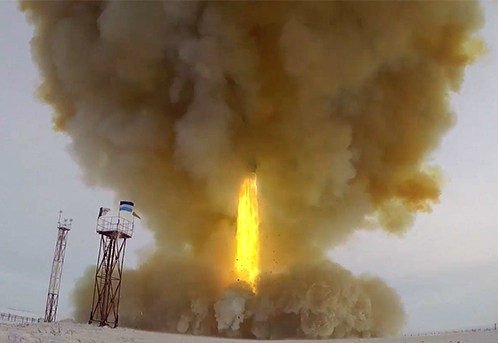
Lancering van een intercontinentale raket met Avangard

Avangard (Russisch: Авангард) is een Russisch hypersonisch kernwapen van 2000 kg tot 2 megaton TNT-equivalent bruikbaar als MIRV op de RS-28 Sarmat Intercontinentale raket met een snelheid van mach 27, die op lage hoogte luchtafweer kan ontwijken.
De Russische president Vladimir Poetin noemde het wapen op 1 maart 2018 voor de Federatieve Vergadering van Rusland als een van de zes wapens in antwoord op de terugtrekking in 2002 van de Verenigde Staten uit het ABM-verdrag.
Gerbert Aleksandrovitsj Jefremov van NPO Mashinostroyeniya heeft Avangard ontwikkeld en hij ontving hiervoor op 19 september 2022 de Orde van Sint-Andreas de Eerstgeroepene.
Avangard werd tussen februari 2015 en oktober 2016 getest op UR-100N- en R-36-intercontinentale raketten gelanceerd vanaf luchtmachtbasis Dombarovski in oblast Orenburg naar testgebied Koera in kraj Kamtsjatka.
Op 1 maart 2018 ging Avangard in serieproductie.
Op 27 december 2019 ging Avangard in dienst bij de strategische raketstrijdkrachten: de 13e rode vlag raketdivisie te Jasny in oblast Orenburg.